# Magêncio
Magêncio, Maxêncio, Maximiano II ou Maximino (dependendo da tradução) em latim: Marcus Aurelius Valerius Maxentius Augustus; ca. 278 – Roma, 28 de outubro de 312 foi um usurpador e imperador romano entre 306 e 312. Era filho do imperador Maximiano e genro de Galério.
Depois de resistir aos ataques de Valério Severo e Galério e à secessão das províncias africanas sob Domício Alexandre, Magêncio finalmente sucumbiu ao ataque de Constantino na famosa Batalha da Ponte Mílvia depois de reinar por seis anos como imperador.

## História

### Nascimento e primeiros anos
A data exata do nascimento de Magêncio é desconhecida, mas provavelmente foi por volta de 278. Seus pais foram Maximiano e sua esposa Eutrópia. Quando seu pai se tornou imperador em 285, Magêncio foi considerado o herdeiro que em algum momento herdaria. Porém, não parece que tenha servido em qualquer posto militar ou função administrativa relevante durante o reinado conjunto de Maximiano e Diocleciano. A data exata de seu casamento com Valéria Maximila, filha de Galério, é desconhecida, mas sabe-se que tiveram dois filhos: Valério Rômulo (c. 295-309) e um outro de nome desconhecido.
Em 305, Diocleciano e Maximiano abdicaram em conjunto e os dois césares coroados, Constâncio Cloro e Galério, tornaram-se augustos. E embora houvesse dois filhos vivos dos recém-elevados imperadores à disposição para completar a nova tetrarquia, Constantino, o Grande, e Magêncio, ambos foram esquecidos e e Severo e Maximino Daia foram nomeados césares. A "Epitome" de Lactâncio afirma que Galério detestava Magêncio e insistiu com Diocleciano para garantir que ele não fosse escolhido, mas é possível também que o próprio Diocleciano não visse nele as qualificações necessárias para os encargos militares de uma posição imperial. Magêncio se retirou então para suas terras perto de Roma.
Quando Constâncio morreu, em 306, seu filho Constantino foi coroado imperador em 25 de julho e aceito por Galério como parte da tetrarquia, recebendo o título de césar. Este evento seria utilizado como precedente para a ascensão de Magêncio mais tarde no mesmo ano.

### Ascensão
Quando chegaram à capital rumores de que os imperadores estariam tentando impor um imposto per capita à população romana (como já se fazia em todas as demais cidades do império) e que Magêncio pretendia dissolver o que restava da guarda pretoriana ainda acampada na capital, irrompeu uma grande rebelião. Alguns oficiais das guarnições da cidade (Zósimo relata que eram Marceliano, Marcelo e Luciano) correram para Magêncio e imploraram-lhe que aceitasse o manto púrpura, provavelmente imaginando que o reconhecimento oficial dado a Constantino não lhe seria negado, uma vez que ele também era filho de um imperador. Magêncio aceitou a honra, prometeu doações às tropas da cidade e foi publicamente aclamado imperador em 28 de outubro de 306. O golpe ocorreu sem derramamento de sangue (Zósimo relata uma vítima) e o prefeito urbano aceitou Magêncio, mantendo assim seu cargo. Aparentemente, os conspiradores também chamaram Maximiano, que estava aposentado e vivia num palácio em Lucânia, mas este rejeitou a proposta naquele momento.
Magêncio conseguiu ser reconhecido imperador nas regiões sul e central da Itália, na Córsega e Sardenha, na Sicília e nas províncias da África. O norte da Itália permaneceu sob o controle do augusto ocidental, Severo, que resistiu em Mediolano. Magêncio evitou utilizar os títulos de "augusto" e "césar" a princípio e se intitulou "príncipe invicto" na esperança de obter o reconhecimento de seu governo do imperador sênior ("augusto") Galério, que, contudo, se recusou a fazê-lo. Além de sua alegada antipatia contra Magêncio, Galério provavelmente queria evitar que outros pretendentes seguissem o exemplo de Constantino e Magêncio, que se declararam imperadores. Constantino controlava firmemente o exército e os territórios que eram de seu pai, e Galério ainda conseguia fingir que sua ascensão era parte do processo normal de sucessão na tetrarquia, mas não era este o caso com Magêncio: seria um quinto imperador e tinha apenas umas poucas tropas sob seu comando. Galério reconheceu que não seria muito difícil acabar com o golpe e, já no início de 307, o augusto Severo marchou para Roma à frente de um grande exército.
A maior parte dele consistia de soldados que haviam lutado sob o comando de Maximiano por anos e, conforme Severo foi se aproximando de Roma, uma grande quantidade de soldados desertou para Magêncio, o herdeiro legítimo do antigo comandante que estava também subornando-os com grandes quantias em dinheiro. Quando o próprio Magêncio finalmente deixou seu retiro e retornou a Roma para reassumir o trono imperial e para ajudar o filho, Severo, com o que restava de seu exército, recuou para Ravena. Logo depois, rendeu-se quando obteve uma garantia de Maximiano de que sua vida seria poupada.
Depois da derrota de Severo, Magêncio tomou seus territórios no norte da Itália até os Alpes no norte e até a península da Ístria no oriente, assumindo para si o título de augusto, que, no seu entendimento, havia vagado quando Severo se rendeu.

### Imperador
O reinado conjunto de Magêncio e Maximiano em Roma foi novamente testado quando o próprio Galério invadiu a Itália no verão de 307 com uma força ainda maior. Enquanto negociava com o invasor, Magêncio repetiu o que já havia feito com Severo: com promessas de dinheiro e apoiado na autoridade de Maximiano, muitos soldados desertaram o legítimo augusto. Galério foi forçado a recuar, saqueando a Itália no caminho. Em algum momento da invasão, Severo foi executado por Magêncio, provavelmente em Três Tavernas (Tres Tabernae), perto de Roma (as circunstâncias exatas são obscuras). Depois da fracassada campanha de Galério, o controle de Magêncio sobre a Itália e a África estava firmemente estabelecido. Já no início de 307, Magêncio havia tentado iniciar uma aliança amigável com Constantino e, no verão do mesmo ano, Maximiano viajou para a Gália, onde Constantino se casou com sua filha (irmã de Magêncio), Fausta, e foi, por sua vez, nomeado augusto pelo antigo — e agora auto-proclamado — imperador sênior. Porém, Constantino evitou confrontar o legítimo augusto, Galério, e não apoiou abertamente Magêncio durante a invasão.
Em 308, provavelmente em abril, Maximiano tentou depor seu filho numa assembleia militar em Roma. Para sua surpresa, as tropas não vacilaram em seu apoio a Magêncio e Maximiano teve que fugir para o território de Constantino. Na conferência de Carnunto, em outono, a Magêncio foi novamente negado o reconhecimento como imperador legítimo e Licínio foi nomeado augusto com a tarefa de retomar seu território das mãos do usurpador.
No final de 308, Domício Alexandre foi aclamado imperador em Cartago e as províncias africanas se separaram dos domínios de Magêncio, o que o colocou em uma situação perigosa, pois a África era fundamental para o suprimento de cereais a Roma. Para complicar, o filho mais velho de Magêncio, Valério Rômulo, morreu em 309 com quatorze anos de idade. Foi deificado e enterrado no chamado Mausoléu de Rômulo, um mausoléu na Villa de Magêncio na Via Ápia. Perto dali, Magêncio também construiu o Circo de Magêncio. Além disso, Maximiano morreu em 309 ou 310 e suas relações com Constantino deterioraram rapidamente depois disso. Para contrapor a aliança entre Constantino e Licínio, Magêncio se aliou com Maximino Daia. Segundo Zósimo, planejava tomar a província da Récia, ao norte dos Alpes, para separar os territórios de Constantino e Licínio, mas o plano não seguiu adiante por que Constantino foi mais rápido.
Em meados de 310, Galério estava doente demais para se envolver na política imperial e morreu logo depois de 30 de abril de 311, o que desestabilizou o que restava do sistema tetrárquico. Licínio já havia tomado a Ístria, mas seu avanço foi interrompido pela morte de Galério. Maximino, ao saber da notícia, mobilizou suas forças contra Licínio e tomou-lhe a Ásia Menor antes de se encontrar com ele no Bósforo para negociar os termos da paz. Magêncio aproveitou o respiro e fortificou o norte da Itália contra novas invasões e também reforçou seu apoio entre os cristãos da Itália ao permitir que eles elegessem um novo bispo de Roma, Eusébio. Enviou também um pequeno exército para a África sob o comando de seu prefeito pretoriano, Rúfio Volusiano, e conseguiu derrotar e executar Domício Alexandre em 310 ou 311. Magêncio aproveitou-se da oportunidade para confiscar as riquezas dos aliados de Alexandre e para levar para Roma grande quantidade de cereais.
Mas a posição de Magêncio estava longe de segura. Seu apoio inicial se transformava rapidamente em protestos abertos; já em 312 ele era apenas tolerado e ninguém o apoiava ativamente. Sem poder contar com as receitas advindas das províncias, Magêncio foi forçado a retomar a cobrança de impostos na Itália para sustentar o exército e suas obras em Roma. A eleição do bispo também não ajudou muito, pois a perseguição de Diocleciano havia dividido igreja na Itália em facções que brigavam entre si por conta do tema da apostasia (veja donatismo). Os cristãos da Itália percebiam claramente que Constantino era-lhes muito mais simpático que Magêncio. No verão de 311, Magêncio se mobilizou contra Constantino enquanto Licínio estava ocupado com seus próprios problemas no oriente. Declarou guerra, jurando vingar o "assassinato" de seu pai. Constantino, tentando evitar que Magêncio se aliasse com Licínio, ofereceu-lhe a mão de sua irmã, Constância no inverno de 311/312. Contudo, Maximino viu o arranjo como uma ameaça para si e uma afronta à sua autoridade, o que resultou numa embaixada dele a Roma oferecendo a Magêncio não o tão sonhado reconhecimento em troca de ajuda militar. Duas alianças, Maximino e Magêncio de um lado e Constantino e Licínio de outro se formaram e os imperadores se preparam para a guerra.

### Guerra contra Constantino

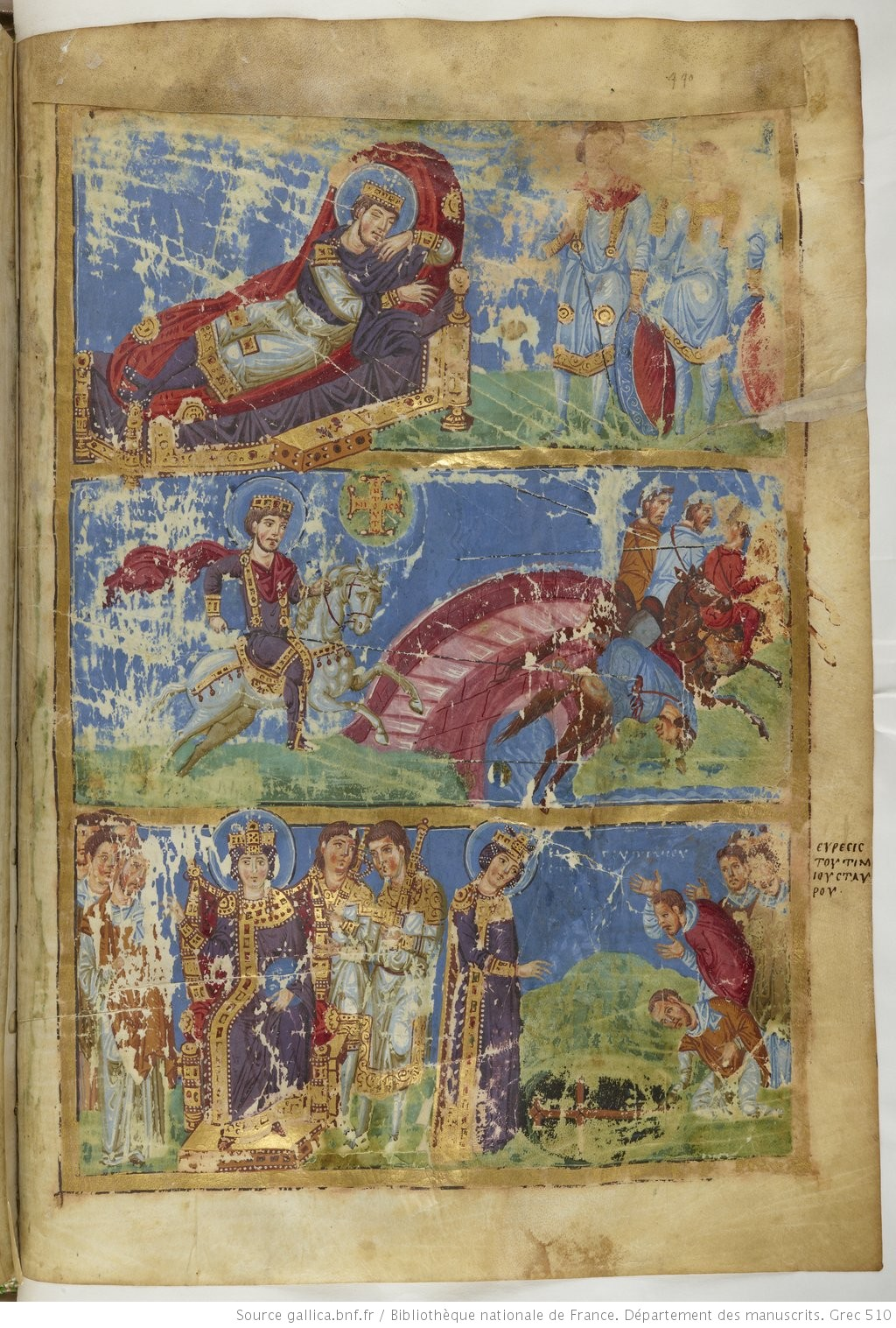
O sonho de Constantino e a Batalha da Ponte Mílvia, na qual Constantino — supostamente lutando sob o estandarte do lábaro — derrotou definitivamente Magêncio.
Iluminura num manuscrito das "Homilias" de Gregório de Nazianzo (BnF MS grec 510, folio 355), atualmente na Biblioteca Nacional da França.

Magêncio esperava um ataque de Licínio em seu flanco oriental e posicionou um exército em Verona. Constantino tinha uma força menor que seu oponente: já contando com as forças da África reconquistada, os pretorianos, a cavalaria imperial e as forças que haviam desertado de Severo, Magêncio conseguiu arregimentar aproximadamente 100 000 soldados para enfrentar seus oponentes no norte da Itália. Usou muitos destes para guarnecer as cidades fortificadas da região, com o exército principal acampado em Verno. Contra ele, Constantino conseguiu reunir entre 25 000 e 40 000 soldados, pois não poderia simplesmente convocar todas as suas forças que guardavam o limes do Reno sem causar problemas ainda maiores. Foi contra a recomendação de seus conselheiros e generais e também contra o que esperava a população que Constantino se antecipou a Magêncio e o surpreendeu.
Tão logo o clima permitiu, no final da primavera de 312, Constantino cruzou os Alpes com um quarto de suas forças. Tendo cruzado os Alpes Cócios no passo do Monte Cenis, alcançou primeiro Segúsio (moderna Susa, Itália), uma cidade fortificada defendida por uma guarnição militar, que fechou-lhe as portas. Constantino ordenou que suas forças botassem fogo no portão e escalassem suas muralhas, tomando a cidade rapidamente. O imperador, contudo, proibiu que ela fosse saqueada e avançou rapidamente pelo norte da Itália. Ao se aproximar pelo oeste da importante cidade de Augusta dos Taurinos (Turim), Constantino encontrou um destacamento da fortemente armada cavalaria de Magêncio, chamadas de clibanários ou catafractários nas fontes antigas. Na batalha que se seguiu, Constantino perfilou suas forças numa linha e permitiu que a cavalaria de Magêncio cavalgasse até o meio de suas forças. Conforme o exército de Constantino cercava de longe a cavalaria inimiga, a do próprio Constantino atacou pelos flancos dos catafractários de Magêncio, golpeando-os com maças com pontas de ferro. Muitos foram derrubados de seus cavalos pelos golpes enquanto outros foram simplesmente incapacitados. Constantino então ordenou que sua infantaria avançasse sobre a infantaria de Magêncio, massacrando-a conforme os soldados tentavam fugir. A vitória, conta o panegírico que relata os eventos, veio fácil. Augusta dos Taurinos se recusou a abrigar as forças de Magêncio que recuavam e abriu seus portões para o exército de Constantino. Outras cidades da planície do norte da Itália, reconhecendo as vitórias rápidas e inclementes de Constantino, enviaram-lhe embaixadas congratulando-o por seu sucesso. Constantino fixou-se em Mediolano (Milão) e permaneceu ali até o meio do verão de 312, quando finalmente prosseguiu com sua campanha.
Esperava-se que Magêncio tentasse a mesma estratégia que aplicara antes contra Severo e Galério, ou seja, protegido na bem-defendida cidade de Roma, esperar que os recursos dos inimigos se esvaíssem num cerco caro e perigoso. Por razões pouco claras, resolveu enfrentar Constantino na famosíssima Batalha da Ponte Mílvia em 28 de outubro de 312. As fontes antigas geralmente afirmam que o motivo foi alguma superstição (se não-cristãs) ou a providência divina (se cristãs). É claro que Magêncio teria consultado seus adivinhos, como era o costume, devendo-se assumir que estes certamente relataram sinais positivos, especialmente porque o dia era o seu dies imperii, o dia de sua ascensão ao trono (28 de outubro de 306). O que mais pode tê-lo motivado é motivo de especulação.
O fato é que os exércitos de Magêncio e Constantino se encontraram ao norte da cidade, além do rio Tibre na Via Flamínia. A tradição cristã, especialmente Lactâncio e Eusébio de Cesareia, afirmam que Constantino lutou sob a bandeira do lábaro, que lhe fora revelado em sonho. Sobre a batalha em si, pouco se sabe — as forças de Constantino derrotaram as de Magêncio, que recuaram pelo Tibre e, no caos que se seguiu, Magêncio caiu no rio e se afogou. Seu corpo foi encontrado no dia seguinte e, como prova de sua morte, foi desfilado pela cidade e depois enviado para a África.

## Legado

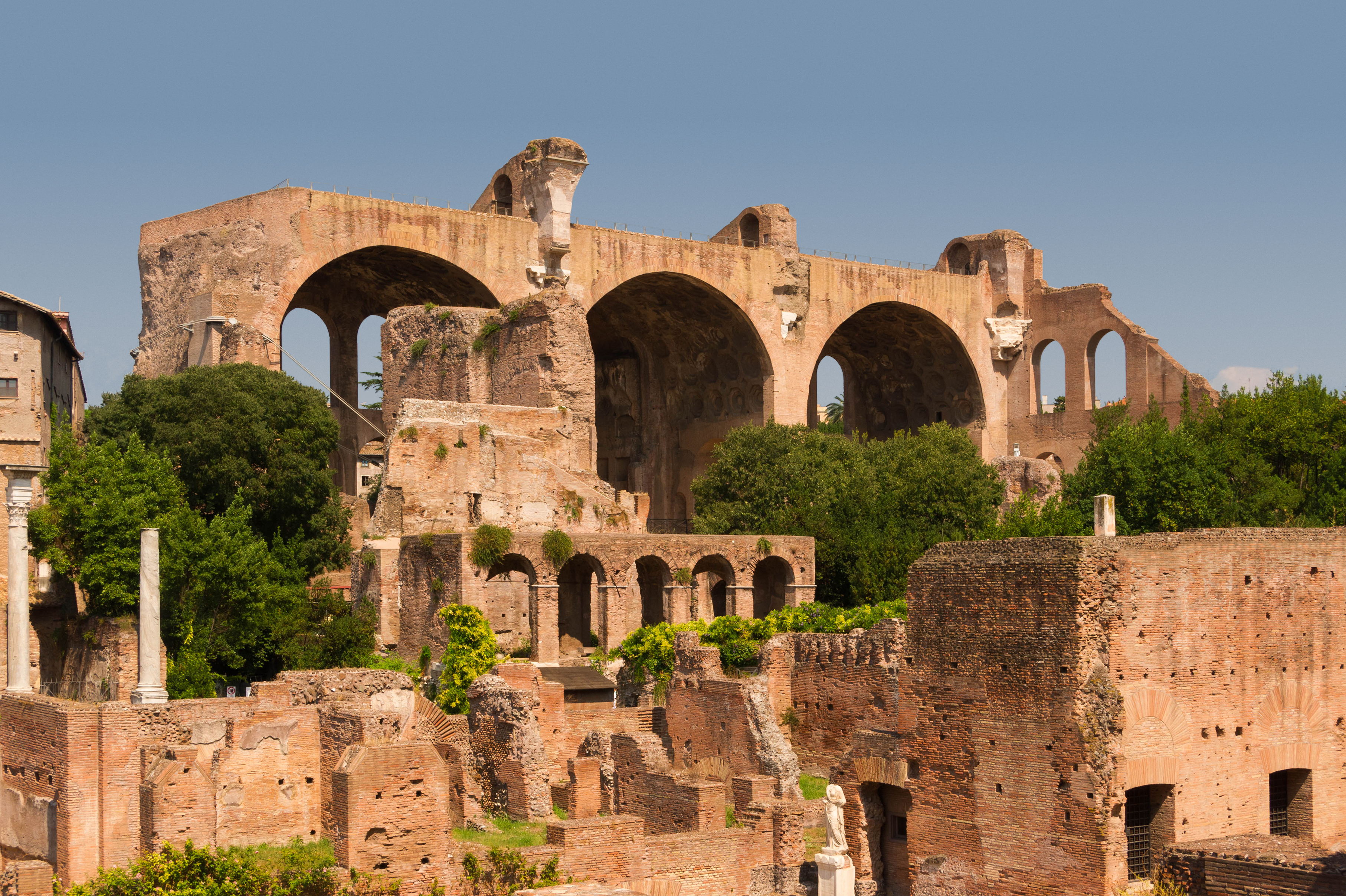
Ruínas da Basílica de Magêncio no Fórum Romano.

Depois da vitória de Constantino, Magêncio foi sistematicamente vilipendiado e apresentado como um tirano sanguinário, cruel e incompetente. Apesar de não aparecer na lista dos que perseguiram os cristãos nas fontes mais antigas (como Lactâncio), sob a influência da propaganda oficial, a tradição cristã posterior pintou Magêncio como sendo também hostil aos cristãos. Esta imagem deixou traços em todas as fontes que nos são disponíveis e domina a visão histórica de Magêncio até o século XX, quando o uso mais extensivo de fontes não-literárias (como as moedas e inscrições) permitiram criar uma imagem mais balanceada. Magêncio foi um prolífico construtor, cujas maiores realizações acabaram nubladas pelo decreto de damnatio memoriae contra ele. Muitos edifícios em Roma que são geralmente associados com Constantino, como a grande basílica no Fórum Romano, foram, na verdade, construídas por Magêncio.

### Descoberta das insígnias imperiais
Em dezembro de 2006, arqueólogos italianos anunciaram que, numa escavação sob um templo perto do monte Palatino encontraram diversos objetos em caixas de madeira, que identificaram como regalias imperiais, possivelmente pertencendo a Magêncio. Os itens, que estavam embrulhados com tecidos de linho e o que parece ser seda, incluem três lanças completas, 4 dardos, o que parece ser uma base para estandartes, além de três copos e esferas de calcedônia. O mais importante achado foi um cetro na forma de uma flor suportando um globo azul e verde que acredita-se ter pertencido ao próprio imperador pela qualidade da mão-de-obra empregada e pela data que lhe foi atribuída.
Estas são as únicas regalias imperiais recuperadas até o momento, que se conheciam até então apenas por representações em moedas e em esculturas. Clementina Panella, a arqueóloga responsável pelo achado, afirma que "Estes artefatos claramente pertenceram ao imperador, principalmente o cetro, que é bastante trabalhado, um item que você não permitiria que outro possuísse". Ela lembra que as insígnias teriam sido provavelmente escondidas por aliados de Magêncio numa tentativa de preservar sua memória mesmo depois de sua derrocada. Os itens foram restaurados e estão hoje em exibição no Museo Nazionale Romano no Palazzo Massimo alle Terme, em Roma.